# Оганесян, Армен Гарникович
Армен Гарникович Оганесян (род. 4 апреля 1954 в Москве) — советский и российский журналист. Заслуженный работник культуры Российской Федерации (1995).

## Биография
Образование: МГУ, факультет журналистики.
С мая 1976 года работал в Гостелерадио СССР.
С 1983 по 1990 гг. — главный редактор радиовещания на Великобританию и Ирландию. С 1987 года корреспондент Гостелерадио СССР в Лондоне.
С 1990 по 1992 гг. — генеральный директор Информационного творческо-производственного объединения «Астра» Всесоюзной государственной телерадиокомпании.
С 1992 по 1994 гг. — руководитель Творческо-производственного объединения «Международное московское радио» Российской государственной телерадиокомпании «Останкино».
С апреля 1993 по 23 октября 2008 г. — председатель Российской государственной радиовещательной компании «Голос России».
С 17 февраля 2009 г. — главный редактор журнала «Международная жизнь», внештатный советник Министра иностранных дел РФ.
Автор и ведущий информационно-аналитической программы «Vis-à-vis с миром» («Голос России», в разное время транслировавшаяся по каналам «ТВЦ», «Звезда», «Радио России», «Маяк»)
- Колумнист Архивная копия от 2 апреля 2010 на Wayback Machine
- РИА Новости Архивная копия от 4 ноября 2013 на Wayback Machine.

Член Союза писателей России. Заслуженный работник культуры РФ. Член Совета по внешней и оборонной политике. Член Международной академии информатизации, член Евразийской Телерадио Академии, член Радиоакадемии Национальной ассоциация телерадиовещателей), член-корреспондент Академии менеджмента.
С 2003 по 2006 гг. — член федеральной конкурсной комиссии по лицензированию телерадиочастот. В период с 1996 по 2006 гг., в разное время: член административного Совета Европейского Вещательного Союза (ЕВС Женева), член радиокомитета ЕВС; эксперт Совета Европы по вопросам СМИ.
Автор нескольких теле- документальных фильмов, посвященных теме истории и истории культуры (1-й канал ТВ). Автор ряда статей в российской и зарубежной прессе по вопросам внешней политики и СМИ («Независимая газета», «Аргументы и факты», «Время новостей», «Times», «Guardian», «Le Monde Diplomatique»).
Автор мультимедийного проекта «Радиоэнциклопедия — „Россия от А до Я“».
В разные годы лауреат премий «Золотое перо России», «Лучший менеджер СМИ», «Национальная премия НАТ».

## Награды и звания
- Орден Дружбы (8 августа 2023 года) — за достигнутые трудовые успехи и многолетнюю добросовестную работу[1].
- Заслуженный работник культуры Российской Федерации (17 марта 1995 года) — за заслуги в области культуры и многолетнюю плодотворную работу[2].
- Благодарность Правительства Российской Федерации (6 апреля 2009 года) — за большой вклад в подготовку и проведение Года Российской Федерации в Китайской Народной Республике и Года Китайской Народной Республики в Российской Федерации[3]
- Благодарность Министра культуры и массовых коммуникаций Российской Федерации (17 мая 2006 года) — за многолетнюю плодотворную работу в отрасли и большой вклад в развитие отечественного радиовещания на зарубежные страны[4].